# زور أبو زيد
زور أبو زيد قرية سورية تتبع ناحية صوران في منطقة مركز حماة في محافظة حماة. بلغ عدد سكانها 838 نسمة في عام 2004 حسب إحصاء المكتب المركزي للإحصاء.
وفي مطلع العام 2013 نزح سكان القرية وتدمرت بنيتها التحتية نتيجة لظروف الحرب .

## وصلات خارجية
- الوحدات الإدارية في محافظة حماة نسخة محفوظة 18 أبريل 2019 على موقع واي باك مشين.